# 8. südgrönländischer Landesratswahlkreis
Der 8. südgrönländische Landesratswahlkreis war von 1911 bis 1951 ein Landesratswahlkreis in Südgrönland. Der Wahlkreis umfasste die Gemeinden Nuuk, Qoornoq und Kangeq im Kolonialdistrikt Godthaab.

## Vertreter
Folgende Personen vertraten den Wahlkreis:
| Wahlperiode | Landesrat                     | Stellvertreter           | Anmerkung                    |
| ----------- | ----------------------------- | ------------------------ | ---------------------------- |
| 1911–1916   | John Møller                   | Abel Egede               |                              |
| 1917–1922   | Niels Lynge (nicht 1922)      | Abel Egede (1922)        |                              |
| 1923–1926   | Kristoffer Lynge (nicht 1926) | Jonathan Petersen (1926) |                              |
| 1927–1932   | Jørgen Chemnitz               | ?                        |                              |
| 1933–1938   | Kristoffer Lynge (nicht 1937) | ?                        | 1937 Nachwahl von Lars Egede |
| 1939–1944   | Kristoffer Lynge              | ?                        |                              |
| 1945–1950   | Jørgen Chemnitz (nich 1949)   | Niels Hammeken           | 1949 Nachwahl von Augo Lynge |